# Райски птици
 Тази статия е за семейството птици.  За растението вижте Райска птица (растение).  
Райски птици (Paradisaeidae) е името на семейство удивителни с външния си вид и поведение птици от разред Врабчоподобни (Passeriformes). В семейството са включени 42 вида райски птици.

## Обща характеристика

### Разпространение
Представителите от семейство Райски птици са разпространени в района на източна Индонезия, Папуа-Нова Гвинея и северна Австралия. Нова Гвинея и околните острови са дом на 34 вида, на Йоркския полуостров в Австралия живеят 4 вида, 2 вида се срещат на територията на Молукскте острови и 2 живеят на островите Ару. Предполага се, че разпространението им започва от остров Нова Гвинея.

### Еволюция
Повечето учени и орнитолози са обединени в становището, че райските птици са сродни с врановите. Смята се, че семейство Райски птици започва да се обособява като самостоятелно в края на Олигоцена преди около 24 милиона години. В този период се отделят манукодиите и врановите райски птици. Останалите родове започват да се обособяват в последните 10 милиона години. Основна роля в еволюционните процеси при тези птици играе островната изолация на Нова Гвинея. Друг фактор, който оказва значимо влияние, е разнообразният ландшафт на острова, изпъстрен с различни местообитания – екваториални гори, планински гори, вулкани. Високите планински вериги на Нова Гвинея са изолирали отделни популации в този период, което е довело до появата на ендемични видове, част от които обитават ограничен ареал (напр. Голдиевата райска птица, която обитава само 2 малки острова в югоизточния край на Нова Гвинея). От 38 познати вида райски птици, 34 обитават само Нова Гвинея и няколко малки съседни острова.

### Физически белези
Райските птици са може би най-известни с богатото на багри оперение при мъжките индивиди. Червени, жълти, зелени, сини цветове, във всевъзможни комбинации и нюанси, красят перата на повечето представители от това семейство. Половият диморфизъм при тези птици е ясно изразен. В сравнение с пищната перушина и екстравагантния външен вид на партньорите си, женските имат кафеникаво оперение, семпло и маскировъчно, което ги слива с околната среда и им помага да останат незабелязани по време на мътенето и отглеждането на потомството.
Повечето райски птици имат специализирани местообитания, свързани с характерни за вида височини. Това, наред с различната храна, която консумират, формира отличителните черти между видовете по размер, форма на клюна, цвят и специфичност на оперението. Имат набито телосложение подобно на враните и скорците, краката им са силни и им осигуряват стабилна опора по клоните на дърветата. Дължината на тялото заедно с опашката варира между 15 до 120 см. Размахът на закръглените им крила е от 9 до 24 см. Най-малката в семейството е Кралската райска птица (Cicinnurus regius) с тегло 50 г и дължина 15 см, а най-голяма е Черната сърпоклюна райска птица (Epimachus fastuosus), съответно с тегло 430 г и дължина 110 см.

### Начин на живот и хранене
Райските птици имат малко естествени врагове. Те не се конкурират за храна с бозайници като маймуни и катерици. Главното им местообитание – тропическият остров Нова Гвинея – им предлага постоянно изобилие от плодове и насекоми наред със спокойна среда, в която да живеят и да се размножават. Благодарение на тези положителни фактори райските птици, наследници на гарваноподобни предци, започнали да се специализират в половото съревнование, изграждайки сложни брачни ритуали, иновации в оперението и специфичен тип на социално поведение.
Райските птици, които се хранят с плодове, листа, пъпки и цветя, безгръбначни и малки гръбначни животни, имат къс и многофункционален клюн. Тези, които предпочитат ларви и насекоми, имат тънък и извит клюн, който им помага да ровят под мъха и кората на дърветата.

## Размножаване
Със способността на женската райска птица да изгледа сама потомството си, отпада необходимостта от постоянен партньор. В хода на еволюцията птиците заживели поединично и се наложила полигамията. Това от своя страна насочило естествения отбор към най-успешните представители на рода – тези с най-красиви цветове, форми на перата и умения в ухажването. Моногамията се е запазила основно при представителите на рода Манукодия (Manucodia). Те (с изключение на Lycocorax pyrrhopterus, който се смята за примитивен род райска птица), са запазили в най-голяма степен приликата с предшествениците си. Половият диморфизъм при тях е слабо изразен, мъжкият помага при изграждането на гнездото и отглеждането на малките.
Женската райска птица достига полова зрялост до 2-рата – 3-тата ти година. Мъжкият съзрява по-късно, като при някои видове чифтосването започва едва след седмата година. Младокът дълго наблюдава по-опитните птици, изучавайки уникалните за всеки род мелодия и брачен ритуал. Усвояването на техниката и репертоара на ухажване е ключа за успешното му размножаване. Мъжките от рода Голдиева райска птица (Paradisaea decora), изнасят групови представления. Други като синята райска птица (Paradisaea rudolphi) са солови изпълнители. За най-сложен се смята танцът на Паротията на Карола (Parotia carolae), чиято хореография включва поне шест различни движения.
Сезонът на гнездене е различен при отделните видове райски птици. Женската снася до 3 яйца с матов оттенък на черупката и шарени петънца. Малките се излюпват след 17 до 21 дни, а излитат от гнездото до месец.

## Райската птица и човека
Райските птици винаги са били почитани от населението на Нова Гвинея. Те са герои от митовете и тотеми-закрилници на клановете. Най-красивите пера кичели главите на мъжете при обреди и церемонии, влизали в чеиза на жените и се предавали в поколенията. Днес птиците продължават да са част от културата на местното население, гордо красят знамена (на знамето на Папуа-Нова Гвинея има изобразена Райска птица), и дори присъстват в банкнотите на Папуа Нова Гвинея  и Индонезия.
В Европа за първи път виждат райски птици през 1522 г. Те били пренесени до Испания от корабите на Магелан като подарък от новогвинейците за западните крале. Изключителната им красота бързо превърнала птиците в обект на печеливша търговия, моден аксесоар за дамските шапки и желан трофей за украса над камината. В началото на 20 век за западния пазар се изнасяли близо 80 хил. птичи кожи годишно. Безконтролното избиване сериозно повлияло на популацията и райските птици били застрашени от изчезване.
Днес износът на райски птици от Нова Гвинея е забранен, но изсичането на тропическите гори, замърсяването на природата от рудодобива и добива на нефт, растящото население и процъфтяващият черен пазар поставят оцеляването на тези изключителни представители на семейство Райски птици под въпрос.

## Списък на родовете
| Род Вранови райски птици - Вранова райска птица – Lycocorax pyrrhopterus Род Манукодии – Manucodia - Блестяща манукодия – Manucodia ater - Япенска манукодия – Manucodia jobiensis - Качулата манукодия – Manucodia chalybatus - Къдрава манукодия – Manucodia comrii Род Phonygammus - Рогата райска птица – Phonygammus keraudrenii Род Парадигала – Paradigalla - Дългоопашата парадигала – Paradigalla carunculata - Късоопашата парадигала – Paradigalla brevicauda Род Астрапии – Astrapia - Черна астрапия – Astrapia nigra - Великолепна астрапия – Astrapia splendidissima - Лентоопашата астрапия – Astrapia mayeri - Астрапия на Стефани – Astrapia stephaniae - Астрапия на Ротшилд – Astrapia rothschildi Род Паротии – Parotia - Западна паротия – Parotia sefilata - Паротия на Карола – Parotia carolae - Паротия на Берлепш – Parotia berlepschi - Паротия на Лоуес – Parotia lawesi - Източна паротия – Parotia helenae - Паротия на Ванес – Parotia wahnesi Род Люспести райски птици – Pteridophora - Люспеста райска птица – Pteridophora alberti Род Превъзходни райски птици – Lophorina - Превъзходна райска птица – Lophorina superba | Род Щитоноси райски птици – Ptiloris - Великолепна щитоноса райска птица – Ptiloris magnificus - Източна щитоноса райска птица – Ptiloris intercedens - Щитоноса райска птица – Ptiloris paradiseus - Синя щитоноса райска птица – Ptiloris victoriae Род Сърпоклюни – Epimachus - Черна сърпоклюна райска птица – Epimachus fastuosus - Кафява сърпоклюна райска птица – Epimachus meyeri - Сърпоклюна райска птица – Epimachus bruijnii - Подрод Drepanornis - Жълтоопашата сърпоклюна райска птица – Drepanornis albertisi Род Кралски райски птици – Cicinnurus - Великолепна райска птица – Cicinnurus magnificus - Синьоглава райска птица – Cicinnurus respublica - Кралска райска птица – Cicinnurus regius Род Семиоптера – Semioptera - Уоласова вимпелокрила райска птица – Semioptera wallacii Род Дванадесетнишкови – Seleucidis - Дванадесетнишкова райска птица – Seleucidis melanoleucus Род Същински райски птици – Paradisaea - Малка райска птица – Paradisaea minor - Голяма райска птица – Paradisaea apoda - Рагианова райска птица – Paradisaea raggiana - Голдиева райска птица – Paradisaea decora - Червена райска птица – Paradisaea rubra - Царска райска птица – Paradisaea guilielmi - Синя райска птица – Paradisaea rudolphi |

## Галерия
- Галерия
- Рагианова райска птица
- Малка райска птица
- Лентоопашата астрапия
- Великолепна астрапия
- Семиоптера на Уолъс
- Качулата манукодия
- Дългоопашата парадигала
- Паротия на Карола
- Астрапия на Стефани